# Это здорово
„Это здорово“ (на български: Това е страхотно) е авторска песен на руския певец Николай Носков.

## Информация
История на песента започна в САЩ. Николай Носков напуска поради семейни обстоятелства групата Горки Парк. По това време в Русия се ражда негова дъщеря. Новината идва по телефона когато пресича улица. Прибира се в дома си и със силна емоция създава музика по текст на Игор Брусенцев. Стила на новата песен Это здорово е симфоничен рок. . Песента е популярна през цялата 2000 г. Превръща се във визитна картичка на певеца и е най-големият му златен хит.

## Класация
Песента печели два пъти наградата Златен грамофона (2000 и 2015)..